# Сидоренко, Пётр Иванович
Пётр Иванович Сидоренко (15 (28) ноября 1907 года, село Шибеное, ныне Бородянский район, Киевская область — 7 января 1985 года, Ленинград) — советский военный деятель, генерал-лейтенант артиллерии. Герой Советского Союза.

## Биография

Могила Сидоренко на Серафимовском кладбище Санкт-Петербурга.

Пётр Иванович Сидоренко родился 15 (28) ноября 1907 года в селе Шибеное ныне Бородянского района Киевской области в крестьянской семье.
С окончанием 6 классов работал бухгалтером.
15 октября 1929 году Пётр Иванович Сидоренко был призван в ряды РККА.
В 1933 году окончил Сумскую артиллерийскую школу, а в 1941 году — Военную академию имени М. В. Фрунзе.
С июля 1941 года Сидоренко принимал участие в боях на фронтах Великой Отечественной войны.
В 1943 году вступил в ряды ВКП(б).
Командующий артиллерией 49-й стрелковой дивизии (33-я армия, 1-й Белорусский фронт) полковник Пётр Иванович Сидоренко отличился при форсировании реки Одер южнее Франкфурта-на-Одере (Германия), организовав артиллерийское обеспечение при форсировании реки стрелковыми формированиями в ночь на 3 февраля 1945 года и боёв за расширение плацдарма на левом берегу реки. В ночь на 6 февраля 1945 года полковник Сидоренко руководил переправой артиллерии 49-й стрелковой дивизии на одерский плацдарм.
Указом Президиума Верховного Совета СССР от 31 мая 1945 года за умелое командование артиллерией стрелковой дивизии, мужество и героизм, проявленные в боях с немецко-фашистскими захватчиками, полковнику Петру Ивановичу Сидоренко присвоено звание Героя Советского Союза с вручением ордена Ленина и медали «Золотая Звезда» (№ 6772).
С окончанием войны Сидоренко продолжил службу в армии.
В 1953 году окончил Военную академию Генерального штаба, а в 1961 году — Высшие академические курсы при Военной артиллерийской академии.
Генерал-лейтенант артиллерии Пётр Иванович Сидоренко 22 сентября 1966 года вышел в запас. Жил в Ленинграде. Умер 7 января 1985 года. Похоронен на Серафимовском кладбище (Коммунистическая площадка).

## Награды
- Медаль «Золотая Звезда» (31.05.1945);
- Орден Ленина (31.05.1945);
- Пять орденов Красного Знамени (06.02.1943, 04.03.1945, 03.06.1945, 18.06.1945, 20.06.1949);
- Орден Отечественной войны 1 степени (30.10.1943);
- Орден Красной Звезды (03.11.1944);
- медали.

Иностранные награды
- Орден «Крест Грюнвальда» 3 степени (серебро; 24.04.1946);
- Медаль «За Варшаву 1939-1945» (27.04.1946);
- Медаль «За Одру, Нису и Балтику» (27.04.1946).